# IU International University of Applied Sciences
L'IU International University of Applied Sciences (IU International Hochschule en alemany, abreujada IU) és una universitat privada alemanya amb seu legal en Erfurt, i amb campus en Bad Honnef i Berlín.
Acreditada pel Ministeri de Cultura, IU és una Universitat de Ciències Aplicades (fachhochschule en alemany) que ofereix estudis en persona i a distància, tant en anglès com en alemany. També ofereix formació basada en el model educació dual.

## Història
L'IU va ser fundada el 1998 com a Universitat Internacional de Ciències Aplicades Bad Honnef - Bonn en Bad Honnef, començant oficialment la pròpia activitat didàctica l'any 2000.
El 2005 la universitat va ser adquirida per la societat de capital d'inversió Auctus (Múnic).
El 2008, es va obrir una segona seu en Bad Reichenhall i, a l'any següent, el Consell Alemany de Ciències i Humanitats va tornar a acreditar institucionalment la universitat per altres deu anys. El 2010, IU es va unir a la Conferència de Rectors Alemanys.
A partir de 2011, IU va començar a oferir titulacions a distància per a algunes titulacions de grau i màster. A mitjan 2013, IU es va fusionar amb la Universitat de Ciències Aplicades Adam Ries, expandint així l'oferta d'educació superior per incloure el model d'educació dual.
El 10 de desembre de 2015, Career Partner GmbH, l'empresa matriu d'IU, va ser adquirida pels nord-americans del Grup Apollo, els qui, dos anys més tard, la van vendre al grup d'inversors britànic Oakley Capital Investments Limited. Al març de 2016, IU es va fusionar amb la International Business & Logistics University (HIWL) i des de llavors ha ofert programes d'estudis duals a Bremen sota el nom oficial d'IU. A l'octubre de 2017 va canviar el seu nom de "Internationale Hochschule Bad Honnef - Bonn" a "IUBH Internationale Hochschule" (amb l'acrònim "IUBH" derivat del nom original en anglès International University of Applied Sciences Bad Honnef). Al desembre de 2018 va ser acreditat per la FIBAA (Foundation for International Business Administration Accreditation), amb vigència fins a finals del semestre d'estiu de 2025.
El 2019, la seu de la universitat es va traslladar de la seva ubicació històrica en Bad Honnef / Bonn a Erfurt, Turingia. El 2021, la universitat va passar a anomenar-se definitivament "IU Internationale Hochschule" (IU International University).

## Perfil acadèmic
La universitat va ser fundada el 1998 i va començar a operar el 2000. Es divideix en quatre àrees independents: IU Campus Studies (amb una orientació d'Administració Internacional), IU Distance Learning (secció a distància), IU Combined Studies (anteriorment anomenat "IU Part-Time") i IU Dual Studies (educació dual, composta d'estudis combinats amb experiència laboral en empreses).
Totes les titulacions actuals estan acreditades (o estan sent acreditades actualment) pel Consell d'Acreditació d'Alemanya, estan certificades i han rebut diversos premis, com el Segell Premium FIBAA. L'IU és també l'única universitat alemanya en l'associació "Hotel Schools of Distinction". És membre de la xarxa acadèmica del Pacte Mundial de Nacions Unides i s'adhereix al PRME ("Principles for Responsible Management Education") d'Nacions Unides.
Mitjançant IU Campus Studies, s'ofereixen també estudis presencials als campus en Bad Honnef i Berlín, els quals inclouen programes de grau, màster i MBA en àrees com a turisme, gestió d'esdeveniments, atenció mèdica, transport i negocis.
Les titulacions d'educació dual que s'ofereixen inclouen títols duals de grau i màster en els camps de turisme, salut i atenció social, tecnologia de la informació, enginyeria, negocis i administració, entre d'altres. La característica d'aquest model d'estudi, molt estès a Alemanya, és l'alternança regular entre la teoria i la pràctica, amb la finalitat d'adquirir experiència laboral en una empresa mentre es duen a terme els estudis.
Els estudis d'educació a distància que s'ofereixen en IU Distance Learning inclouen títols online de grau, màster i MBA en alemany i anglès, amb especialitzacions per a diferents indústries i àrees de responsabilitat. Totes les titulacions es poden estudiar a temps complet o parcial, totalment online (a través de classes en video i tutorials online) o parcialment presencials. Els exàmens es duen a terme en més de 40 centres d'examen a Alemanya, Àustria i Suïssa, en més de 150 centres en la resta del món o, alternativament, online.
Les titulacions a temps parcial, una combinació de cursos presencials i online, són oferts pel IU Berufsbegleitende Studium, una secció dedicada als estudiants que treballen.

## Seus

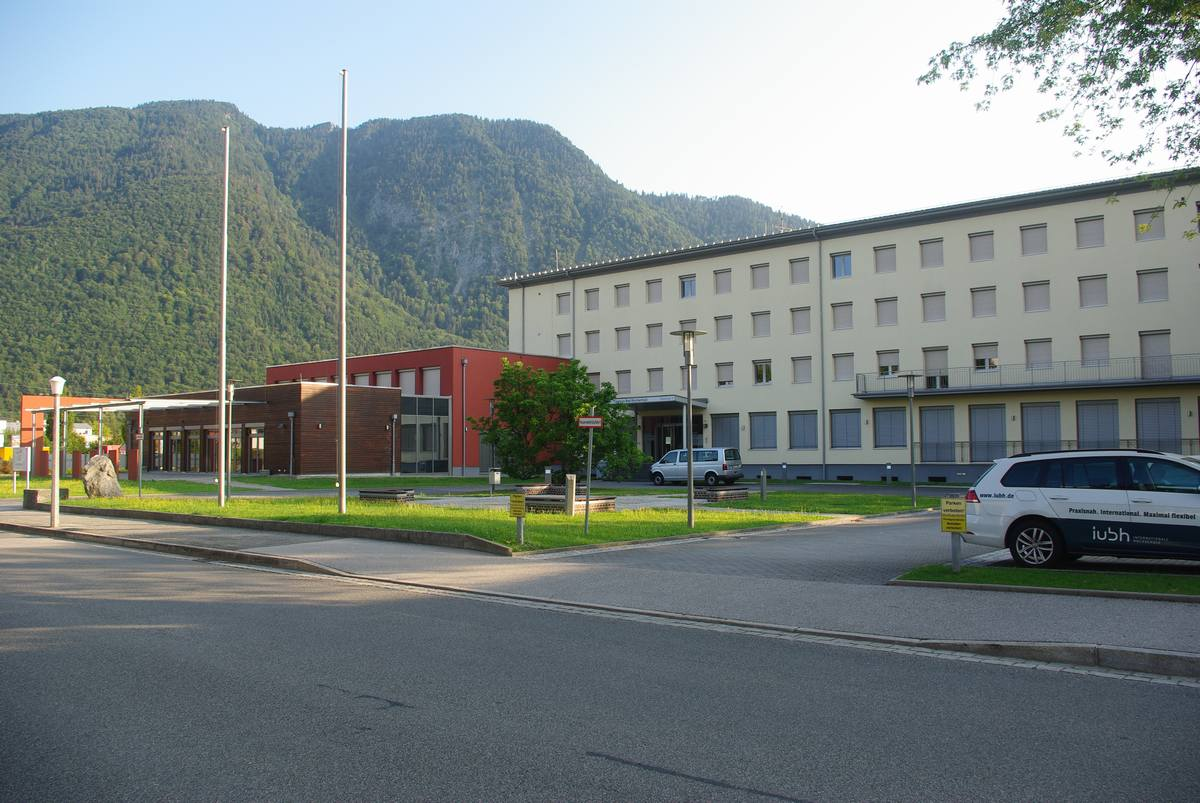
La seu de Bad Reichenhall

La universitat compta amb diverses seus, que inclouen oficines, campus i centres d'examinació: Erfurt (seu central), Bad Honnef (seu històrica i campus), Bad Reichenhall, Augsburg, Berlín (campus), Bielefeld, Brunswick, Bremen, Dortmund, Dresden, Duisburg, Düsseldorf, Frankfurt am Main, Friburg, Hamburg, Hannover, Colònia, Leipzig, Nuremberg, Múnic, Stuttgart i Ulm.
IU compta també amb més de 150 centres en la resta el món.

## Àrees d'estudi
IU ofereix més de 200 titulacions de grau, màster i MBA a les següents àrees:
- Arquitectura i Construcció
- Disseny i Media
- Salut i Serveis Socials
- Informàtica, Logística i Tecnologia
- Comunicació i Màrqueting
- Aviació, Hostaleria i Gestió d'Esdeveniments
- Administració d'empreses i Economia
- Educació i Psicologia
- Recursos Humans i Dret